# 菲利普·伯纳德
菲利普·伯纳德（英語：Philip Bernard，1890年2月5日—1975年7月15日），英国男子摔跤运动员。他曾代表英国参加1920年夏季奥林匹克运动会摔跤比赛，获得男子自由式羽量级铜牌。